# Abington (Massachusetts)
Pour les articles homonymes, voir Abington.
Abington est une ville du comté de Plymouth au Massachusetts, aux États-Unis. Sa population s'élève à 15 985 habitants pour une superficie de 25 km2. 